# Vanessa dejeanii
Vanessa dejeanii ist ein Schmetterling (Tagfalter) der Gattung Vanessa aus der Familie der Edelfalter (Nymphalidae), der in Indonesien und auf den Philippinen vorkommt. Das Artepitheton ehrt den französischen Generalleutnant und Entomologen Pierre François Marie Auguste Dejean.

## Merkmale

### Imagines
Die Vorderflügellänge der Männchen von Vanessa dejeanii beträgt 23 bis 26 Millimeter, die der Weibchen 23 bis 27 Millimeter. Die Flügel haben eine hellbraune Grundfarbe und sind grünlich goldenen übergossen. Der äußere Bereich der Vorderflügel ist dunkelbraun. Im Apex sind die für die Gattung typischen weißen Flecke auf schwarzem Grund und von der Costa zum äußeren Ende der Zelle befindet sich der helle Balken. Das bei anderen Arten orange oder rote Band von der Costa zum Innenwinkel ist gelb oder weißlich und es ist stark zerklüftet oder es besteht aus getrennten Flecken.
Der Hinterflügel hat ein schmutzig-gelbes bis schmutzig-oranges, relativ schmales, submarginales Band mit dreieckigen, dunkelbraunen Flecken. Eine zweite Reihe mit kleinen Flecken verläuft weiter innen auf dem hellbraunen Grund.
Die Flügelunterseite ist deutlich heller als die Oberseite und Braun und Grau marmoriert. Zwischen dem Apex des Vorderflügels und dem weißen Balken am Ende der Zelle ist ein blauer Balken und eine dünne blaue Linie. Die Hinterflügelunterseite ähnelt sehr derjenigen von V. indica, das Weiß in der Mitte der Costa ist aber noch diffuser.
Über die Präimaginalstadien ist nichts bekannt.

## Geographische Verbreitung
Vanessa dejeanii kommt auf den indonesischen Inseln Java, Bali, Lombok und Sumbawa und den philippinischen Inseln Mindanao und Samar vor. Über die Lebensweise ist nichts bekannt.

## Systematik
Vanessa dejanii ist eng mit den anderen indonesischen Endemiten V. samani, V. buana und V. dilecta verwandt, sie ist jedoch klar eine eigene Art. Die Genitalien dieser Arten sind alle sehr ähnlich, ebenso die der Unterart nubicola des Indischen Admirals (V. indica).

### Unterarten
- Vanessa dejanii spp. dejeanii kommt auf Java, Bali, Lombok und Sumbawa vor. Die zweifelhafte Unterart sambaluna (Fruhstorfer) ist mit spp. dejeanii synonymisiert und kommt auf allen vorher genannten Inseln außer Java vor. Die Beschreibung der Unterschiede durch Fruhstorfer zur Nominatform liegen im Bereich der üblichen Unterschiede zwischen verschiedenen Individuen der Nominatform.
- Vanessa dejeanii spp. mounseyi kommt auf den philippinischen Inseln Mindanao und Samar vor. Die Grundfarbe des Vorderflügels ist an der Basis und im Analwinkel dunkelbraun, nicht hellbraun, und er ist nicht grün-golden übergossen. Das gelbliche oder weißliche Band über den Vorderflügel ist ganz unterbrochen in drei einzelne weiße Flecke. Auf dem Hinterflügel ist die Grundfarbe ebenfalls dunkelbraun und das submarginale Band ist dunkelrot bis orange. Die Flügelunterseiten sind ebenfalls dunkler, besonders der Hinterflügel.

### Synonyme
- Pyrameis dejeanii Doubleday, 1849